# لوته کانفکشنری
لوته کانفکشنری (انگلیسی: Lotte Confectionery) شرکت صنایع غذایی کره‌ای است، که در سال ۱۹۶۷ توسط شرکت لوته تأسیس شد.